# Commonwealth of Virginia v. Caton
Commonwealth v. Caton, bekannt als Case of the Prisoners, ist ein 1782 vom Virginia Court of Appeals entschiedener Fall. Zusammen mit anderen Fällen aus der Konföderationsperiode erlangte es in der amerikanischen Rechtsprechung als einer der ersten Präzedenzfälle für judicial review an Bedeutung.

## Hintergrund
Die drei Loyalisten John Caton, Joshua Hopkins und James Lamb (auch John Lamb) unterstützten die britische Kolonialmacht während des Amerikanischen Unabhängigkeitskriegs. Sie wurden deshalb von Patrioten in Princess Anne County verhaftet und am 15. Juni 1782 unter dem Treason Act von Virginia für Landesverrat zum Tode verurteilt. Darauf begnadigte das Virginia House of Delegates sie, jedoch stimmte der Senat von Virginia der Entscheidung nicht zu. Am Tag, als die Loyalisten gehängt werden sollten, legten sie die Urkunde ihrer Begnadigung vor. Der verunsicherte Sheriff, der über die Entscheidung des Senats nicht informiert wurde, vollstreckte das Todesurteil deshalb nicht. Bis zur nächsten Sitzung des General Court of Virginia wurden Caton, Hopkins und Lamb gefangen gehalten. Im General Court klagten die Loyalisten darauf, dass der Treason Act gegen die Verfassung von Virginia widerspreche und deshalb als nichtig erklärt werden sollte. Damit forderten sie ein Judicial Review.

## Verfahren
In der Sitzung des General Courts im Oktober 1782 forderte der Attorney General von Virginia Edmund Randolph eine erneute Verurteilung zum Tode. Der Anwalt der Loyalisten legte die Begnadigung durch das House of Delegates vor. Randolph argumentierte, dass diese nicht gelte, da der Treason Act eine Begnadigung durch das House of Delegates und dem Senat vorschreibt. Wahrscheinlich hätte der General Court, wie Randolph in einem Brief an James Madison schreibt, sich für die Loyalisten entschieden, doch kam es nicht dazu. Das Verfahren wurde verschoben. In der nächsten Sitzung wurde es entschieden, dass der Fall vom Virginia Court of Appeals, dem höchsten Gericht in Virginia, entschieden werden sollte.

### Randolphs Argumente

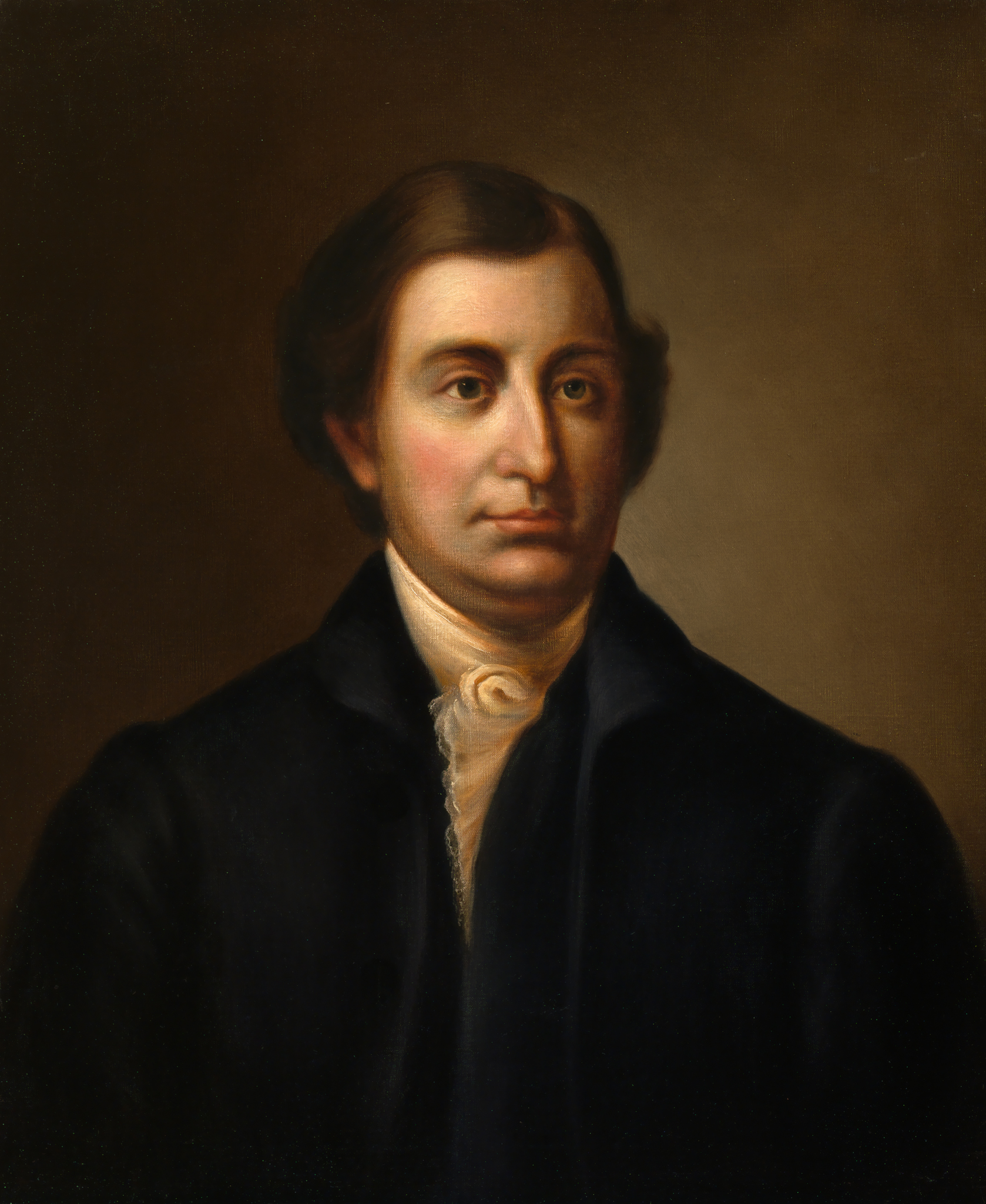
Edmund Randolph

Als erstes sprach der Attorney General Randolph. In seiner Rede unterstützte er das Judicial Review, doch argumentierte er gegen einen Widerspruch zwischen dem Treason Act und der Verfassung von Virginia. Bei der Interpretation der Verfassung achtete er besonders auf den Sinn (Randolph nutzt spirit.) der Verfassung, den die Verfasser beabsichtigten. Falls ein Gesetz dem Sinn der Verfassung entspricht, müsse der Text der Verfassung dem Gesetz klar widersprechen um das Gesetz als verfassungswidrig zu erklären. Diese Auffassung ähnelt dem heutigen Originalismus.
In seiner eigentlichen Argumentation zeigte Randolph zuerst, dass der englische König im Falle einer Amtsenthebung keine Macht zur Begnadigung haben sollte. Die Amtsenthebung diene nämlich zur Bestrafung der Minister des Königs, die als „verfluchte Berater“ als Sündenböcke für die Missetaten des Königs bestraft werden müssen. In Virginia hingegen gäbe es keinen Grund, den Senat aus dem Prozess der Begnadigung im Falle eines Impeachment auszuschließen. Der Senat verfüge nämlich nicht über die „Klauen oder Gräuel“ des Königs, da es die Bürger von Virginia und nicht die Aristokratie repräsentiert. Außerdem hege es die gleichen Interessen wie der House of Delegates. Auch in anderen Verbrechen wie hier Landesverrat gäbe es keinen Grund, den Senat im Prozess der Begnadigung nicht einzubinden. Der Sinn der Verfassung sei es also, dass beide Häuser des General Assembly einer Begnadigung zustimmen, was der Treason Act befolgt. Nach Randolphs Auffassung müsste der Treason Act nun klar dem Verfassungstext widersprechen, um noch verfassungswidrig zu sein. Dies tat er ihm zufolge nicht. Zum Beweis zeigte er mehrere Interpretationen der Verfassung, die mit dem Treason Act übereinstimmen. Schließlich schlug Randolph vor, dass der House of Delegates mit dem Treason Act ausdrückt, dass es die Entscheidung mit dem Senat treffen will, was den Delegierten sicherlich erlaubt sei.
Darauf widmet er sich zwei Fragen, die das Gericht sich stellen müsste, falls sie Randolphs Argumentation nicht zustimmten: Darf das Virginia Court of Appeals den Treason Act als verfassungswidrig erklären? (Er fragt also nach der Rechtmäßigkeit des Judicial Review). Falls diese Frage bejaht wird, folgt die schwierige zweite Frage: Welche Gerichte haben das Recht des Judicial Review? Die erste Frage bejahte er, womit er eigentlich die Position der Loyalisten unterstützt. Es sei aber seine feste Überzeugungen. Seine Argumentation begann mit einem Gleichnis, welches die Bedeutung einer Verfassung zeigen soll: Das Gericht solle sich eine fiktive Nation vorstellen. Es würde vier Faktionen geben: Eine würde sich einen Kaiser wünschen. Eine Zweite würde sich für eine Aristokratie oder Oligarchie einsetzen. Eine Dritte, die Gleichheit verlangt, würde nach einer Demokratie der Plebejer streben. Eine vierte, deutlich weisere, würde versuchen, das Gute der drei Vorschlägen herauszuarbeiten und das Schlechte derer zu verbannen. Um in einer Legislative Gesetze zu verabschieden, müsste sie unter klaren Vorschriften arbeiten, das heißt unter einer Verfassung. Diese sieht Randolph als einen Gesellschaftsvertrag (englisch: Social Compact), also einen Vertrag zwischen der Bevölkerung der Nation und nicht zwischen Herrscher und Beherrschten. Bei seiner Argumentation achtete Randolph darauf, klar auszudrücken, dass er seine eigene Meinung und nicht die der Regierung von Virginia ausdrückt. Nachdem Randolph das Blackstonische Konzept der parlamentarischen Übermacht versucht hatte zu widerlegen, enden seine Notizen abrupt. Der Historiker William Michael Treanor schlägt jedoch vor, dass Randolph im verlorengegangen Teil seiner Notizen das Judicial Review mit dem Argument unterstützt, das es ein Check der Gerichte auf die Legislative sei, um die Legislative in ihren von der Verfassung definierten Grenzen zu halten.

### Ronalds Argumente
Als zweites sprach der Verteidiger, Andrew Ronald. Er sieht die Aussage der Verfassung als klar: Sie gebe dem House of Delegates alleine die Macht, Gefangene zu begnadigen. Deshalb sollte das Gericht das Gesetz als verfassungswidrig erklären. Falls das Virginia Court of Appeals nicht über das kontroverse Thema des Judicial Review entscheiden wolle, könne es beide Verfahren als erlaubt erklären. Also könnte das House of Delegates alleine nach der Verfassung von Virginia oder mit dem Senat nach dem Treason Act Verbrecher begnadigen. Den Originalismus Randolphs lehnt er ab.

### Tuckers Argumente

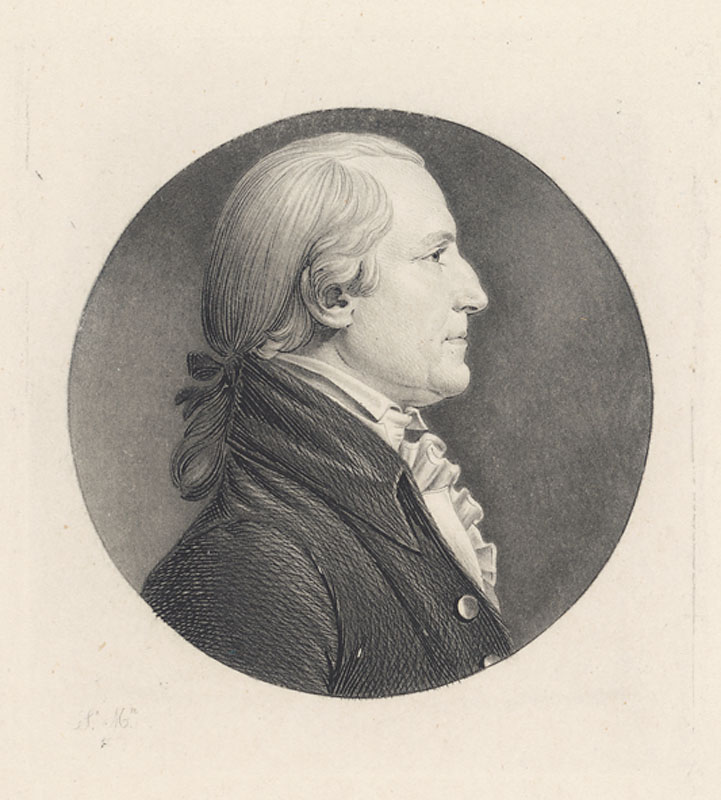
St. George Tucker

Drei weitere Anwälte, die einer Anfrage vom Richter Edmund Pendleton folgten, sprachen vor dem Gericht. Diese waren St. George Tucker, John Francis Mercer und William Nelson, doch ist nur der Inhalt Tuckers Rede erhalten.
Tucker beginnt mit einer Aufführung der Gewaltenteilung im Virginia Bill of Rights. Diese besagt, dass keine der drei Gewalten die Funktionen der anderen Gewalten übernehmen darf. Es stellt sich also die Frage, was die Funktionen der einzelnen Gewalten sind. In diesem Falle war die Frage nach den Funktionen der Judikative relevant. Tucker zufolge sollte die Antwort auf die Frage unumstritten sein: Die Funktion der Judikative ist die Bedeutung von Gesetzen in spezifischen Fällen zu entscheiden, was essentiell sei um Tyrannei durch die Legislative zu verhindern. Sein Argument verweist auf Montesquieu. Folglich hätte es die Macht zu entscheiden, welches von zwei sich widersprechenden Gesetzen gelten sollte. Wenn eines der Gesetze die Verfassung ist, sollte sie als „Bollwerk der Freiheit [...] entsprechend dem Bill of Rights“ Vorrang haben, da sämtliche Änderungen der Legislative an der Verfassung das Fundament des Staates zerstören würden. Er unterstützt also das Judicial Review. Darauf entkräftet er das Argument, dass auch das Britische Parlament ungestraft gegen die britische Verfassung (Diese ist nicht in einem Dokument festgesetzt, sondern besteht aus mehreren einzelnen Gesetzen) verstoßen darf. Die Situation in England sei unvergleichbar mit der in Virginia. Die verfassungsgebenden Gesetze in England wie die Magna Carta, der Bill of Rights und Habeas Corpus würden nur die ungeschriebene englische Verfassung erklären. Gesetze des Britischen Parlaments, die gegen diese Gesetze verstoßen, würden nur Missverständnisse der verfassungsgebenden Gesetze über die Verfassung aufklären. Im Vergleich war die Verfassung von Virginia ein niedergeschriebener, statischer Gesellschaftsvertrag.
Falls das Judicial Review rechtmäßig ist, wie Tucker argumentiert, musste er entscheiden, ob der Treason Act verfassungsgemäß war. Er könne dies nicht entscheiden, allerdings verweist er auf die Intention der Verfasser der Verfassung, den Prozess der Begnadigung besonders einfach zu machen. Aus diesem Grund sei der House of Delegates berechtigt, Verurteilte eigenständig zu begnadigen. Des Weiteren würde der Treason Act dem Senat Macht zusprechen, die von der Verfassung von Virginia nicht vergeben wird. Insgesamt sei der Treason Act verfassungswidrig.

## Urteil
Die Klage der Loyalisten wurde mit einem Votum von 6 zu 2 abgelehnt. Einzig George Wythe, der gegen die Loyalisten stimmte, und James Mercer, der für sie stimmte, kannten Judicial Review ausdrücklich an. Nur die Meinungen (englisch: opinions) von George Wythe und Edmund Pendleton, die beide gegen die Loyalisten stimmten, werden von Quellen überliefert.

### Pendletons Meinung

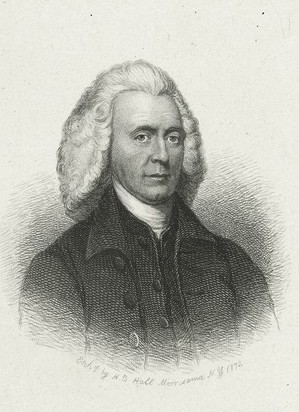
Edmund Pendleton

Pendleton beginnt, indem er Präzedenzfälle anderer Nationen wie die Englands als nutzlos ablehnt; Man könne nur die Verfassung Virginias nutzen. In dem Gesellschaftsvertrag wurden drei Gewalten etabliert, die voneinander separat sind und nicht die gesamte Macht haben. Da die Legislative also nicht omnipotent ist, wirkt es so, als ob die Judikative Gesetze der Legislative als verfassungswidrig erklären dürfte. Es sei aber eine bedeutende Frage, die er in diesem Gerichtsfall nicht entscheiden würde. Pendleton erklärt den Treason Act jedoch als verfassungsgemäß. Auch er achtet dabei auf den Sinn der Verfassung.

### Wythes Meinung

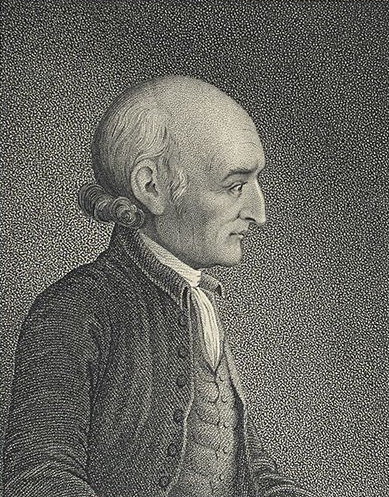
George Wythe

Wythe begann mit einer Darstellung der Bedeutung von Diskurs über die Gesellschaft, die u. a. Tyrannei verhindern soll. Für den Diskurs sei das Judicial Review ein sehr gutes Mittel. So könne die Judikative nämlich einfach Auseinandersetzungen zwischen der Exekutive und der Legislative („die, die das Schwert und das Geld in der Hand halten“) schlichten. Ferner sei es die Pflicht der Judikative (Wythe spricht hier im 1. Person Singular), die anderen Gewalten und auch den Rest der Bevölkerung vor der Tyrannei einer der Gewalten zu schützen. Die Loyalisten wurden aber in einem gerechten Gericht verurteilt. Folglich könnte ein Haus der Legislative nicht versuchen, alleine Verbrecher vor ihrer Strafe zu retten. Des Weiteren bewertet Wythe den Treason Act als verfassungsgemäß; Er schließt sich Randolph an.

### Urteile der anderen Richter
Die Meinungen der anderen Richter werden von den Quellen nicht näher beschrieben. James Mercer, der den Treason Act als nicht verfassungsgemäß einschätzte, und Bartholomew Dandridge, der sowohl das Verfahren zur Begnadigung, welches im Treason Act beschrieben wird, als auch das, welches in der Verfassung beschrieben wird, als valide einschätzt, stimmten für die Loyalisten. Vier Richter stimmten zusammen mit Wythe und Pendleton gegen die Loyalisten. Von ihnen lehnt einer (Peter Lyons) Judicial Review ab, einer (Blair) erwähnt es nur und zwei (Cary und Carrington) sprechen es nicht an.

## Reaktionen
Anders als bei mehreren anderen Fällen zum Judicial Review wie Rutgers v. Waddington löste die Unterstützung des Judicial Review durch Wythe und Mercer keine Entrüstung aus. Im Gegenteil, der House of Delegates veränderte den Treason Act so, dass es alleine Gefangene begnadigen kann. Kurz vor der Hinrichtung konnten Caton, Hopkins und Lamb begnadigt werden. Ersterer musste in der Kontinentalarmee dienen, die Anderen mussten Virginia verlassen.